# Договір про Антарктику
Договір про Антарктику (англ. the Antarctic Treaty, фр. Traité sur l'Antarctique, рос. Договор об Антарктике, ісп. Tratado Antártico) — міжнародний договір, підписаний 1 грудня 1959 у місті Вашингтон (США) і набув чинності 23 червня 1961 після його ратифікації 12 державами-підписантами, які брали активну участь в антарктичних дослідженнях впродовж Міжнародного геофізичного року 1957 —1958 років (Аргентина, Австралія, Бельгія, Чилі, Франція, Японія, Нова Зеландія, Норвегія, Південно-Африканський Союз, СРСР, Велика Британія, США). З часу набуття чинності Договору до нього приєдналось 54 держави, у тому числі й Україна.
Договір визначає правовий режим регіону, який охоплює близько 10% поверхні Землі і поширюється на географічний простір на південь від 60-ї паралелі південної широти (включаючи шельфові льодовики, але не включаючи відкрите море, яке регулюється міжнародним правом). Договір спрямований на вирішення в означеному регіоні низки важливих геополітичних питань, таких як контроль над озброєнням, відтермінування територіальних претензій, забезпечення міжнародного наукового та природоохоронного співробітництва.

## Ключові положення
Основними положеннями Договору про Антарктику є такі: — Антарктика, в інтересах всього людства, використовується тільки в мирних цілях (стаття I); — Договір гарантує свободу наукових досліджень в Антарктиці і співробітництво з цією метою (стаття II); — договірні сторони здійснюють обмін науковим персоналом, даними i результатами наукових досліджень в Антарктиці та забезпечується вільний доступ до них (стаття ІІІ); — забороняються будь-які заходи військового характеру, зокрема, створення військових баз і укріплень, проведення військових маневрів, випробування будь-яких видів зброї. Забороняються будь-які ядерні вибухи і зберігання радіоактивних матеріалів (стаття V); — задля гарантування мирного використання Антарктики, усі райони Антарктики, включаючи всі станції, установки та устаткування у цих районах, а також усі морські і повітряні судна у пунктах розвантаження i завантаження вантажу або персоналу в Антарктиці, завжди відкриті для інспекції будь-якими уповноваженими спостерігачами (стаття VII).
Таким чином, Договір про Антарктику є першим міжнародним військово-політичним договором з контролю над озброєнням, у тому числі ядерним, укладеним під час «холодної війни», який передбачає демілітаризацію цілого континенту. Водночас, Договір не перешкоджає використанню військового персоналу чи оснащення для наукових досліджень або з будь-якою іншою мирною метою (стаття І).

## Система Договору про Антарктику
З часом Договір про Антарктику, який є безстроковим, став правовою основою для становлення розгалуженої системи міжнародних нормативно-правових актів (режимів), які доповнюючи і конкретизуючи положення самого Договору, регулюють різні види діяльності в Антарктиці. Ключовими елементами системи Договору про Антарктику є:
- власне сам Договір про Антарктику як головний системоутворюючий документ сучасного міжнародно-правового режиму Антарктики;
- Конвенція про збереження антарктичних тюленів (м. Лондон, 1972 рік), що встановлює обмеження на комерційний промисел тюленів і містить механізм його контролю;
- Конвенція по збереженню антарктичних морських живих ресурсів (м. Канберра, 1980 рік), що визначає режим охорони та раціонального використання морських живих ресурсів на базі екосистемного підходу. Для реалізації положень Конвенції створено спеціальну Комісію зі збереження морських живих ресурсів Антарктики, штаб-квартира якої знаходиться в м. Гобарт (Австралія);
- Протокол про охорону навколишнього середовища до Договору про Антарктику (м. Мадрид, 1991 рік), який проголошує Антарктику природним заповідником, призначеним для миру і науки, і визначає режим всеосяжної охорони навколишнього природного середовища Антарктики, а також природоохоронні принципи здійснення діяльності в Антарктиці[6];
- Рекомендації (узгоджені заходи, рішення, резолюції), ухвалені Консультативними нарадами держав-Сторін Договору про Антарктику з метою виконання окремих положень Договору і Протоколу про охорону навколишнього середовища до Договору про Антарктику[5].

## Консультативні наради та робочі органи
Вищим колективним міжурядовим органом управління Антарктикою є Консультативні наради з Договору про Антарктику, які регулярно скликаються з метою обміну інформацією, проведення взаємних консультацій з питань, що становлять спільний інтерес в Антарктиці, а також з метою розробки, розгляду та рекомендації своїм урядам заходів, що сприятимуть належному виконанню принципів Договору про Антарктику (відповідно до статті ІХ Договору). Наради проводяться щороку на території однієї з Консультативних Сторін (за домовленістю) за участю уповноважених представників уряду та радників делегацій. Крім регулярних засідань відбуваються спеціальні наради делегатів та засідання експертів для вирішення вузькоспеціалізованих нагальних питань розвитку певних видів діяльності в Антарктиці.
Членство у Договорі про Антарктику і, відповідно представництво на Консультативних нарадах, дворівневе. Із 54 держав, що приєднались до Договору (станом на січень 2020 року), 29 мають статус «Консультативних Сторін», тобто користуються правом вето при прийняті рішень, які в обов'язковому порядку ухвалюються виключно консенсусом.
До Консультативних Сторін належать 12 держав, які першими підписали Договір про Антарктику у 1959 р., а також ще 17 держав, які приєднались до Договору згодом і засвідчили свою прихильність його принципам шляхом проведення в Антарктиці суттєвої науково-дослідницької діяльності, такої як утримання власних наукових станцій або регулярне проведення наукових експедицій.
Консультативними Сторонами є: Аргентина, Австралія, Бельгія, Бразилія, Болгарія, Чехія, Чилі, Китай, Еквадор, Фінляндія, Франція, Німеччина, Індія, Італія, Японія, Південна Корея, Нідерланди, Нова Зеландія, Норвегія, Перу, Польща, Росія, Південна Африка, Іспанія, Швеція, Україна, Велика Британія, США та Уругвай.
Другий — нижчий — рівень членства складають неконсультативні Сторони, які приєднались до Договору, але ще не здійснюють на постійній основі суттєву науково-дослідницьку діяльність в Антарктиці.
Неконсультативними Сторонами є: Австрія, Білорусь, Венесуела, Казахстан, Канада, Колумбія, Куба, Данія, Естонія, Греція, Гватемала, Ісландія, Угорщина, Північна Корея, Малайзія, Монако, Монголія, Пакистан, Папуа Нова Гвінея, Португалія, Румунія, Словаччина, Словенія, Туреччина, Швейцарія.
Неконсультативні Сторони беруть участь у нарадах лише з 1983 року як спостерігачі, тобто без права голосу у прийнятті рішень. Будь-яка країна-член ООН може приєднатись до Договору про Антарктику, проте Консультативні наради є закритими заходами — держави, що не приєднались до Договору, не відіграють жодної ролі і не мають жодних важелів впливу на процеси прийняття рішень, що ухвалюються в рамках Консультативних нарад відповідно до Статті ІХ Договору про Антарктику.
Актуальний перелік держав-Сторін Договору про Антарктику, включаючи дати підписання, приєднання та набуття статусу Консультативної Сторони, наведено на офіційному вебсайті Секретаріату Договору про Антарктику.
Секретаріату Договору про Антарктику створено у вересні 2004 року зі штаб-квартирою в Буенос-Айресі (Аргентина). Основними завданнями Секретаріату є: — організація, спільно з приймаючою Стороною, щорічних Консультативних нарад з Договору про Антарктику та засідань його дорадчого органу — Комітету з охорони навколишнього середовища; — сприяння обміну інформацією між Сторонами у відповідності до положень Договору та Протоколу про охорону навколишнього середовища до Договору про Антарктику; — збір, зберігання, архівування та забезпечення доступу до документації Консультативних нарад з Договору про Антарктику; — надання та поширення інформації про Систему Договору про Антарктику та діяльність в Антарктиці.
Комітет з охорони навколишнього середовища створено у 1998 році на виконання положень Статті 11 Протоколу про охорону навколишнього середовища до Договору про Антарктику. Відповідно до Статті 12 Протоколу, основною функцією Комітету є розроблення рекомендацій щодо належного виконання положень Протоколу та його Додатків, для їх подальшого розгляду та затвердження на Консультативних нарадах з Договору про Антарктику.

## Класифікація держав-Сторін Договору про Антарктику

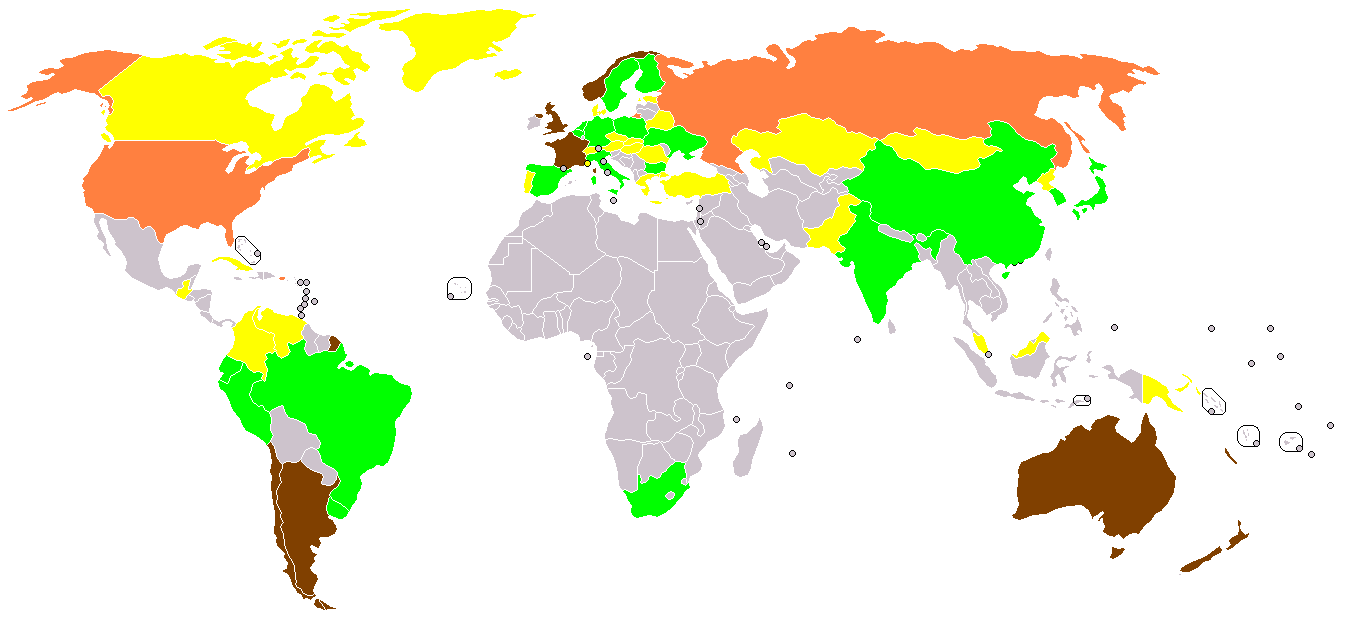
Країни учасники Антарктичного договору:
підписанти, консультанти, територіальні претензії
підписанти, консультанти, права на територіальні претензії зарезервовані
підписанти, консультанти
підписанти, статус згідних з договором
не підписали

Залежно від заявленої офіційної позиції щодо висунення територіальних претензій на суверенітет Антарктики, Консультативні Сторони Договору про Антарктику поділяються на три групи:
1. Сторони, що висунули в односторонньому порядку територіальні претензії до підписання Договору про Антарктику — це Австралія, Аргентина, Велика Британія, Нова Зеландія, Норвегія, Чилі, Франція.
2. Сторони, що залишили за собою право на висунення таких претензії у майбутньому — це Радянський Союз / Російська Федерація та США. При цьому обидві держави не визнають претензії інших країн, так само як і претензії одна одної.
3. Інші Сторони, які не мають офіційних територіальних претензій — це Бельгія, Бразилія, Болгарія, Чехія, Китай, Еквадор, Фінляндія, Німеччина, Індія, Італія, Японія, Республіка Корея, Нідерланди, Перу, Польща, Південна Африка, Іспанія, Швеція, Україна та Уругвай.

Позиції усіх сторін, які проголосили свої територіальні претензії, залишили за собою право висувати такі претензії в майбутньому, або не визнають жодних претензій, рівнозначно захищені у статті IV Договору, зокрема «жодні дії чи бездіяльність, які матимуть місце, поки договір лишається чинним, не створюють підстав для проголошення, підтримки чи заперечення будь-яких претензій на територіальний суверенітет в Антарктиці».

## Участь України
3 липня 1992 року Розпорядженням № 121/92-рп Президент України Леонід Кравчук доручив Міністерству закордонних справ України внести Кабінету Міністрів України пропозиції щодо участі України в Договорі про Антарктиду 1959 року, а Національній академії наук України розробити програму досліджень Антарктиди з обґрунтуванням наукових інтересів та перспективних напрямів діяльності України в цій частині світу. 28 липня 1992 року Кабінет Міністрів України Постановою № 425 схвалив пропозицію Міністерства закордонних справ про приєднання України до Договору про Антарктику 1959 року і внесення її на розгляд Верховної Ради України. 17 вересня 1992 року Верховна Рада України прийняла Постанову № 2609-Xll про приєднання від імені України до Договору про Антарктику 1959 року. Договір набрав чинності для України 28 жовтня 1992 року.
З метою правового регулювання проведення досліджень в Антарктиці Кабінетом Міністрів України було ухвалено низку постанов: 
- Постанову від 17 жовтня 1995 року № 830 «Про розвиток досліджень в Антарктиці», якою визначено інституційно-організаційні питання здійснення таких досліджень;
- Постанову від 4 липня 1996 року № 719 «Про затвердження Державної програми досліджень України в Антарктиці», якою затверджено Державну програму досліджень в Антарктиці;
- Постанову від 11 грудня 1996 року № 1483 «Про проведення наукових досліджень в Антарктиці», якою уточнено забезпечення діяльності української антарктичної станції «Академік Вернадський».

Кабінет Міністрів України розпорядженням від 13 березня 2001 року № 422 схвалив Державну цільову науково-технічну програму проведення досліджень в Антарктиці на 2002—2010 роки, розроблену Міністерством освіти і науки України. На Український антарктичний центр (зараз — Національний антарктичний науковий центр) покладено функції органу управління з виконання завдань та заходів Програми.
31 березня 2003 року Кабінет Міністрів України Розпорядженням № 181 підтримав пропозицію Міністерства освіти і науки України щодо набуття Україною статусу Консультативної сторони Договору про Антарктику. 27 травня 2004 року Україна отримала статус Консультативної Сторони Договору про Антарктику, який надає державі право голосу при ухваленні консенсусом рішень щодо всіх аспектів організації людської діяльності в Антарктиці та подальшого розвитку системи Договору про Антарктику.
Для забезпечення статусу Консультативної Сторони Договору про Антарктику Україна, починаючи з 1996 року, забезпечує функціонування антарктичної станції «Академік Вернадський» і щорічну роботу українських антарктичних експедицій, організацію яких покладено на державну установу Національний антарктичний науковий центр відповідно до Указу Президента України від 23 грудня 2004 року № 1524 «Про надання державній установі „Український антарктичний центр“ статусу національного наукового центру».
У червні 2008 року Україна була приймаючою стороною ХХХІ Консультативної наради з Договору про Антарктику (м. Київ).
Постановою Кабінету Міністрів України від 03 листопада 2010 року № 1002 затверджено Державну цільову науково-технічну програму проведення досліджень в Антарктиці на 2011—2020 роки (Офіційний вісник України, 2010 р., № 84, стор. 51, стаття 2951, код акта 53298/2010).
Постановою Кабінету Міністрів України від 21 червня 2017 р. № 441 затверджено Заходи, схвалені на попередніх нарадах Консультативних Сторін Договору про Антарктику, зокрема:
- Захід 4 «Страхування і планування дій у надзвичайних ситуаціях під час здійснення туристичної та іншої неурядової діяльності у районі дії Договору про Антарктику», схвалений на XXVII Консультативній нараді з Договору про Антарктику у м. Кейптауні 2004 року;
- Захід 1 «Додаток VI „Матеріальна відповідальність, що виникає в результаті надзвичайних екологічних ситуацій“ до Протоколу про охорону навколишнього середовища до Договору про Антарктику», схвалений на XXVIII Консультативній нараді з Договору про Антарктику у м. Стокгольмі 2005 року;
- Захід 15 «Висадка людей на берег з пасажирських суден у районі дії Договору про Антарктику», схвалений на XXXII Консультативній нараді з Договору про Антарктику у м. Балтиморі 2009 року.

В Україні відсутні спеціалізовані закони, прямо спрямовані на виконання міжнародних зобов'язань, що передбачені у Договорі про Антарктику. Але 17 квітня 2003 року за № 0810 зареєстровано проєкт Закону України «Про антарктичну діяльність», який знаходиться на розгляді у Верховній Раді України. 2 березня 2004 року постановою № 1561-lV Верховної Ради України законопроєкт прийнято за основу і скеровано на доопрацювання. 03 жовтня 2006 року постановою № 194-V Верховної Ради України законопроєкт повторно скеровано на доопрацювання.

## Виноски
1. ↑  http://www.ats.aq/e/ats.htm
2. ↑  Bell A. Encyclopædia Britannica — Encyclopædia Britannica, Inc., 1768.
3. 1 2  Secretariat of the Antarctic Treaty. Архів оригіналу за 15 травня 2019
4. 1 2 3  Довідник чинних міжнародних договорів України у сфері охорони довкілля [Архівовано 3 лютого 2020 у Wayback Machine.] / Кол.авт.:Андрусевич А., Андрусевич Н., Козак З. — Львів. — 2009. — 203 с.
5. 1 2 3 4  Еволюція Системи Договору про Антарктику: структура і динаміка актів, ухвалених за 1961—2011 рр. [Архівовано 3 лютого 2020 у Wayback Machine.] / А. Федчук // Український антарктичний журнал. — 2011—2012. — № 10-11. — С. 406—427. — Бібліогр.: 19 назв. — укр.
6. 1 2  Природоохоронний режим Антарктики: досягнення і проблеми (до 25-річчя підписання Мадридського протоколу) [Архівовано 3 лютого 2020 у Wayback Machine.] / А. П. Федчук // Український антарктичний журнал. — 2016. — № 15. — С. 228—242. — Бібліогр.: 29 назв. — укр.